# テミラーナ国の強運姫と悲運騎士団
『テミラーナ国の強運姫と悲運騎士団』（テミラーナこくのツイてるひめとツイてないきしだん）は、アイディアファクトリーより2023年4月27日に発売されたNintendo Switch用ゲームソフト。
「オトメイト」ブランドタイトルのひとつ。公式の略称は「ツイツイ」。

## ストーリー
人々の身分と職業が運星月（生まれた月）により決定されてしまう世界、エトルディア。その東の果てに位置するテミラーナ国では15年ほど前に第三王女となる赤子が生まれるが、その額にアザがあったことから「呪われた王女」と呼ばれ、城から離れた屋敷で育てられた。
まもなく16歳の誕生日を迎える王女は決闘大会「ヘリス・デュエルム」の会場を訪れるが、そこで強い光を放つ5人の男性を目撃する。王女には、自身に命の危機が迫ると特定の物や場所が光って見える「強運」が備わっており、その能力を知る周囲の者は、彼らは危険人物ではないかと忠告するが、王女は今までとは違う感覚を抱く。テミラーナ国では国王の直系血族が16歳となったときに自分の騎士団を持つ習わしがあり、王女は直感を信じ、5人の男性を騎士団として招き入れる。そして、彼らとともに、王女はこれから起こりうる厄災に立ち向かうことになる。

## システム
要所ごとに現れる選択肢を選ぶことで物語が進行していくが、主人公に危険が迫る場面では「強運選択肢」という特殊な選択肢が出現する。この選択肢は、選んだ内容によっては主人公が命を落とすこともある。
騎士団のメンバーには好感度が設定されている。物語の序章から第5章までの共通ルートのラストでは好感度によって騎士団長が決定され、それ以降は騎士団長に選ばれたキャラクターのルートに分岐する。

## 登場人物

### メインキャラクター
主人公（デフォルト名：セシリア・ファリアス・テミラーナ）
テミラーナ国の第三王女。名前の「セシリア」は任意に変更可能だが、「セシリア」のままゲームを開始すると他のキャラクターたちから音声付きで名前を呼ばれる。
ジョセフィ・コーネルヒルド・ゾンダリク
声 - 古川慎
亡国ゾンダリクの王子。
アデル・ナレス
声 - 狩野翔
下民区サマリ村に住む一家の長男。
トビアス・ハーベック・フレイ
声 - 小林裕介
没落貴族であるハーベック家の当主。
ミラン・へリング
声 - 阪口周平
平民区バラールボアの町の鍛冶屋「ヘリング」の店主。
キア・ネルティ
声 - 山本和臣
ネルティ養育院で暮らす少年。

### サブキャラクター
ベネティーアステラ
声 - 高橋広樹
主人公の相談役として一緒に暮らす不思議な生き物。
カルナップ・ファリアス・テミラーナ
声 - 喜山茂雄
第51代テミラーナ国王。主人公の実父。
イザベラ・ファリアス・ユベルヴェーク
声 - 櫻井浩美
テミラーナ国の王妃。主人公の実母。
クラウディア・ファリアス・テミラーナ
声 - 石川志織
テミラーナ国の第一王女。主人公の実姉。
アンジェラ・オルステット・テミラーナ
声 - 春川芽生
テミラーナ国の第二王女。主人公の実姉。
ニルダ・バルレトス・レアンドル
声 - ふしだりほ
侍女。主人公が幼いころから育児、躾を行っている。
アリソン・ダリルズ・クレヌ
声 - 浅水健太朗
主人公に付き従う護衛長。
イノ・ファイエッタ
声 - 関ありあ
侍女。ニルダとともに主人公の身辺の世話を行う。
ルディ・マーベイル
声 - 中村精道
旅芸人一座「マーベイル座」の座長。
キャス・クーガン
声 - 武田華
「マーベイル座」の踊り子。
エリック・マーベイル
声 - 木村良平
「マーベイル座」で護衛係を務める少年。
レイナート・ファリアス・ハイネマン
声 - 青山穣
国王の兄。主人公の伯父。
マシュウ・オルベーグ・ナイセル
声 - 泊明日菜
星の配置から未来を予言する「運星術」の使い手。
バーキット・へリングテール・モラティ
声 - 江越彬紀
国王直下の聖騎士団「ジェメーヌ聖騎士団」の団長。
カリム・オルステット・アーリア
声 - 下山吉光
ルクス教団に属する「ルクス教団聖騎士団」の団長。
ウォルンタール
声 - 宮崎遊

ポーラ
声 - 金田アキ

## 主題歌
オープニング主題歌「ソラレスの花」
歌：秋田知里、作詞：秋田知里、作曲・編曲：濱田幹浩（MIT GATHERING）
エンディング主題歌「ルナミアの光」
歌：秋田知里、作詞：秋田知里、作曲・編曲：針生将宏（MIT GATHERING）